# Rhagonycha lencoranica
Rhagonycha lencoranica es una especie de coleóptero de la familia Cantharidae.

## Distribución geográfica
Habita en Azerbaiyán.